# Dorothée Munyaneza
Dorothée Munyaneza (sinh năm 1982) là một ca sĩ, diễn viên, vũ công và biên đạo múa người Anh gốc Rumani. Cô đã tạo ra hai bản trình diễn, Samedi dịu và không mong muốn, cả hai về tội diệt chủng Rwanda.

## Cuộc sống cá nhân
Munyaneza sinh ra ở Kigali, Rwanda. Cha cô là một mục sư, và mẹ cô là một nhà báo. Munyaneza và gia đình đã rời Kigali trong cuộc diệt chủng Rwandan, khi Munyaneza ở tuổi 12. Mẹ cô làm việc cho một tổ chức phi chính phủ, và do đó có thể đảm bảo cho gia đình một lối đi an toàn đến London. Ở đó, cô học tại Lycée Français Charles de Gaulle. Trong khi học, cô đã gặp Christine Sigwart, người sáng lập Quỹ Jonas, một tổ chức từ thiện nhằm giúp hòa nhập trẻ em nhập cư. Cô bắt đầu quan tâm đến âm nhạc và học âm nhạc tại Quỹ Jonas. Munyaneza học âm nhạc và khoa học xã hội tại Đại học Canterbury Christ Church. Hiện cô cư trú tại Marseille, Pháp, và có một cô con gái.

## Sự nghiệp
Munyaneza đã được truyền cảm hứng để làm việc về chủ đề diệt chủng Rwandan sau khi xem các bộ phim tài liệu về chủ đề này, đặc biệt là một của Thierry Michel về công việc của Denis Mukwege.
Munyaneza làm việc trên đường đua âm thanh cho bộ phim Hotel Rwanda. Cô bắt đầu làm ca sĩ và người kể chuyện cho bộ phim, nhưng sau đó bắt đầu nhảy theo một phong cách tương tự như cách cô đã nhảy khi còn là một đứa trẻ ở Rwanda. Cô đã làm việc với François Verret, Robyn Orlin, Rachid Ouramdane, Nan Goldin, Mark Tompkins, Ko Murobushi và Alain Buffard. Là một ca sĩ, cô đã phát hành album solo đầu tiên vào năm 2010, được sản xuất bởi Martin Russell. Năm 2012, cô hợp tác với nhà soạn nhạc người Anh James Seymour Brett để sản xuất album Earth Song. Năm 2013, cô đóng vai chính trong một buổi biểu diễn của Rachid Ouramdane tại Rennes, Pháp. Trong buổi biểu diễn, cô đã hô vang tên của những người Algeria bị giết trong vụ thảm sát ở Paris năm 1961.
Năm 2014, Munyaneza đã sản xuất tác phẩm Samedi Détente (thư giãn thứ bảy). Nó tập trung vào cuộc diệt chủng Rwandan, làm thế nào 800.000 người đã chết trong 100 ngày, và kinh nghiệm cá nhân của cô về nạn diệt chủng. Tác phẩm ra mắt tại Nîmes, Pháp.
Năm 2017, cô sản xuất Unwocate, tác phẩm thứ hai của cô về nạn diệt chủng Rwandan. Tác phẩm có sự góp mặt của nhà soạn nhạc người Pháp Alain Mahé, và tập trung vào các cuộc phỏng vấn giữa Munyaneza và những người sống sót sau nạn diệt chủng, cũng như phụ nữ ở Congo, Chad, Syria và các quốc gia trước đây là một phần của Nam Tư SFR. Không mong muốn có một tập trung đặc biệt vào phụ nữ bị hãm hiếp và con cái được thụ thai của họ. Munyaneza đã trình bày Không mong muốn tại Lễ hội năm 2017, và cũng tại Festival d'automne à Paris.